# 均富
均富為近代中國歷史上出現的政治口號、經濟口號，表示全社會普遍生活品質改善的意義，有學者認為最早概念是來自《墨子》的「分財不敢不均」（尚同中）及「有財者勉以分人」（尚賢下）。
近代中國國民黨與中国共产党都曾以均富為政治口號，來自孫中山「中國國民黨改進宣言」中「歐美經濟之患在不均，不均則爭；中國之患在貧，貧則宜開發富源以寓之。惟富而不均，則仍不免於爭，故思患預防，宜以歐美為鑒，力謀社會經濟之均等發展，及關於社會經濟一切問題，同時圖適當之解決。」
後續的蔣中正曾說：「現在經濟的目的與我們現代化經濟的前提，乃在均富與安和。」「要使國內人民貧富相平，而無特殊階級，這就是找所說的『均富』，亦就是總理民生主義的真諦。」可說是承繼了孫中山的理念並可以看出「均富」成為了廣泛用詞。

## 定義之爭
何種狀態為均富的定義有二爭論
1. 全社會財富平均的分配
2. 全社會財富公平的分配

前者為類似人民公社的理論層次，所有人吃大鍋飯共享一切，確保完全的末端平等，而不再有過大的貧富差距。後者則是講求公平依照每個人的貢獻度來分配財富，換言之容許貧富差距。
兩者的爭論點在於必須釐清何為「富」，張五常認為以上兩者的理想都是幻想，皆無法達成，因為富的定義是相對於窮，一個社會中要有人窮才能對照出另一群人的富，人人皆富其實等同於人人皆窮，並無意義。且經濟的深層根源中金錢鈔票只是一張紙；代表財富交換的價值儲存單位並不代表實質財富，一個人為富人代表他此刻擁有許多商品與勞務或未來許多商品與勞務的請求權。而商品與勞務都是人所生產，所以一個「富人」其實隱含意義是他剝削了許多人，若一個社會中都是使役人的富人又有誰能供人使役？故第一條定義不可能成功。
而第二定義就是市場經濟，市場經濟眾所週知是允許貧富差距的社會，且市場並不能達到理論中的完全資訊透明和人人立足點平等，人會因家世背景與其他因素而有初始狀態的巨大優劣勢差異，以及經濟制度、法規中的漏洞與技巧也會造成所謂財富完全依努力來分配的夢想破滅，有諸多人不太努力也能坐擁大筆財富，而有人反之。

## 相關
- 共同富裕
- 共產主義
- 社會主義
- 三民主義
- 資本主義
- 孫中山
- 寧漢分裂
- 聯俄容共